# International (album)
Pour les articles homonymes, voir International.
Albums de L'Algérino
Banderas
(2016) Moonlight
(2021)
Singles
1. Les menottes
Sortie : 4 mai 2017

International est le huitième album studio du rappeur et chanteur franco-algérien L'Algérino sorti le 22 juin 2018.

## Liste des pistes
| No  | Titre                                             | Auteur                            | Compositeur(s)               | Durée |
| --- | ------------------------------------------------- | --------------------------------- | ---------------------------- | ----- |
| 1.  | International                                     | L'Algérino                        | Koston                       | 2:59  |
| 2.  | Va Bene                                           | L'Algérino                        | Kore, Aurélien Mazin, NASKID | 3:18  |
| 3.  | Hola (feat. Boef)                                 | L'Algérino, Boef                  | Zak Cosmos                   | 3:22  |
| 4.  | Bambina                                           | L'Algérino                        | Koston                       | 3:56  |
| 5.  | Les 4 Fantastiques (feat. Naps, Soprano & Alonzo) | L'Algérino, Naps, Soprano, Alonzo | Kore, Aurélien Mazin, NASKID | 4:49  |
| 6.  | Tape dans le mille                                | L'Algérino                        | Noxious                      | 2:23  |
| 7.  | Adios (feat. Soolking)                            | L'Algérino, Soolking              | Therapy 2093, Zak Cosmos     | 3:32  |
| 8.  | Andale                                            | L'Algérino                        | Koston                       | 3:04  |
| 9.  | Les menottes                                      | L'Algérino                        | Zak Cosmos                   | 2:49  |
| 10. | Laissé tomber                                     | L'Algérino                        | Kore, Aurélien Mazin, NASKID | 2:55  |
| 11. | Féfé en double file                               | L'Algérino                        | Heezy Lee, Zak Cosmos, Hok   | 2:49  |
| 12. | L'Hacienda                                        | L'Algérino                        | Koston                       | 3:26  |
| 13. | La tête dans les étoiles                          | L'Algérino                        | Zak Cosmos                   | 3:11  |

## Clips vidéo
- Les menottes : 5 mai 2017
- Va Bene : 23 mars 2018
- International : 18 juin 2018
- Hola (feat. Boef) : 9 juillet 2018
- Adios (feat. Soolking) : 31 juillet 2018
- Andale : 28 septembre 2018

## Classements

### Classements hebdomadaires
| Classement (2018)             | Meilleure position |
| ----------------------------- | ------------------ |
| France (SNEP)                 | 5                  |
| Belgique (Wallonie Ultratop)  | 7                  |
| Pays-Bas (Mega Album Top 100) | 89                 |